# Andi Mengler
Andi Mengler (* 9. Mai 1965 in Offenbach am Main) ist ein deutscher Musiker.

## Bands
Von 1990 bis September 1999 war Andi Mengler Sänger und Gitarrist der Frankfurter Punkband Strassenjungs. Anfang der 2000er Jahre gründete Mengler zusammen mit den beiden ehemaligen  Strassenjungs Torsten Dechert und Michael Liebert die Radauband Schmutzhanzz, die jedoch nicht über eine Maxi-CD hinaus kam. 2003 hatte Andi Mengler mit den Strassenjungs einen Auftritt im Rockpalast des WDR. Im November 2005 gründete er unter dem Pseudonym Rocco Ernstfall die Band The Heilig, die 2008 den Hessischen Rockpreis gewann.

## Vereinshymnen
Anfang der 1990er Jahre schrieb Andi Mengler gemeinsam mit Nils Selzer (Tritt Records) den Text für die Hymne von Eintracht Frankfurt (Eintracht), die zusammen mit Dragoslav Stepanović, dem damaligen Trainer von Eintracht Frankfurt, produziert wurde. Der Eintracht-Song wurde in Hessen zum Hit und platzierte sich im Sommer 1992 bei Hit Radio FFH und hr3 in den Charts auf Platz 1.
1997 textete und sang Andi Mengler die bis heute aktuelle Vereinshymne von Kickers Offenbach Forever OFC. 2013 brachte er einen weiteren Stadionsong Wir sind Offenbach (Maxi-CD) für Kickers Offenbach heraus. Produzent ist Oliver Rüger der für Sasha und Max Mutzke tätig ist.

## Sonstiges
Im Hauptberuf ist Mengler Marketingleiter der Mediengruppe Offenbach-Post.

## Diskografie (unvollständig)
- CD, Strassenjungs, Duell, (Tritt-Records), 1991
- Maxi-CD, Stepi und die Strassenjungs, „Eintracht“, (Tritt-Records), 1992
- CD, Strassenjungs, „Tut Gut“, (Tritt-Records), 1997
- Maxi-CD, „Forever OFC“, Stadionhymne Kickers Offenbach, 1997
- Maxi-CD, Schmutzhantzz, „Menschenwerk“, Ballraum, 2000
- Maxi-CD, The Heilig, „Vom Leben gezeichnet“, 2007
- Maxi-CD, „Wir sind Offenbach“, Fussballsong Kickers Offenbach, 2013